# Elemento (filosofia)
Il concetto di elemento (in greco, στοιχεῖον, stoicheion; al plurale, στοιχεία, stoicheia) indica, a partire dalla filosofia greca antica, un componente primo, minimo, cioè non ulteriormente riducibile o analizzabile, di un insieme composto.
Come testimoniato da Diogene Laerzio (III, 24), Platone (428–348 a.C.) è stato il primo ad utilizzare il termine in senso cosmologico (Teeteto, 203 c), riprendendo ed espandendo il significato comune ai suoi tempi di 'lettere dell'alfabeto'. Mentre la sillaba so del nome Socrate può essere conosciuta dai suoi elementi s e o, questi ultimi elementi non possono essere ulteriormente analizzati.
(Platone, Teeteto, 201e)
Nel Timeo (360 a.C. ca.), Socrate ricorda che acqua, aria, terra e fuoco sono intesi come "elementi" (stoicheia) dell'universo, per quanto in nessun modo essi possono essere associati alla classe delle "sillabe".
È stato però Aristotele (384–322 a.C.) il primo a dare una esauriente analisi del concetto.
(Libro Quinto della Metafisica, 3, 1014a 30)
Aristotele illustra anche il significato di στοιχεῖον come porzione fondamentale di una dottrina: alcune dimostrazioni, per la loro centralità, ricorrono in altre dimostrazioni. In questo senso, il celebre trattato matematico di Euclide (300 a.C. ca.) si intitolerà Elementi (Στοιχεῖα).
Infine, Aristotele osserva come si indichino metaforicamente con il termine στοιχεία anche le entità universali, semplici e indivisibili. Gli Stoici, invece, distinsero tra principî, ingenerati e incorruttibili, ed elementi, distrutti dall'ecpirosi (la conflagrazione che, secondo la fisica stoica, distrugge periodicamente l'universo).
Il riferimento a "quattro elementi" (fuoco, aria, acqua e terra) è comune a tutte le cosmogonie. Tanto l'Oriente quanto l'Occidente hanno concepito una stretta connessione tra il microcosmo umano e il macrocosmo naturale. Dall'equilibrio degli elementi dipendeva la vita della specie umana e la sopravvivenza del cosmo: l'universo ordinato, sorto dal caos, era governato da personificazioni divinizzate dei quattro elementi. L'uso del termine stoicheion in riferimento ai quattro elementi si deve, nella filosofia greca antica, ad Aristotele e agli Stoici, che in seguito ne diffondono l'uso tradizionale da Ario Didimo (I secolo a.C.–I secolo d.C.) a Stobeo (V secolo d.C.).